# Distrito de Beja
O Distrito de Beja é um distrito português, localizado no sul do país. Limita a norte com o Distrito de Évora, a leste com a Espanha, a sul com o Distrito de Faro, a sudoeste com o oceano Atlântico e a noroeste com o Distrito de Setúbal. A sede do distrito é a cidade de Beja.
Tem uma área total de 10 263 km², sendo o maior distrito em termos de área de todos os distritos nacionais. Em 2022 registou uma população de 146 725 habitantes, sendo o 17° distrito mais populoso do país. O distrito tem uma densidade populacional de 14 habitantes por km²}}, que se dividem em 14 municípios e em 75 freguesias.

## Subdivisões

### Municípios
O distrito compõe-se nos seguintes catorze municípios:
| Brasão | Município            | População (2011) | Área (km²) | Densidade (hab./km²) | N.º Freg. |
| ------ | -------------------- | ---------------- | ---------- | -------------------- | --------- |
|        | Aljustrel            | 9 460            | 455,66     | 21                   | 4         |
|        | Almodôvar            | 7 163            | 775,88     | 9                    | 6         |
|        | Alvito               | 2 720            | 264,81     | 10                   | 2         |
|        | Barrancos            | 1 697            | 168,43     | 10                   | 1         |
|        | Beja                 | 34 387           | 1 147,14   | 30                   | 12        |
|        | Castro Verde         | 7 782            | 567,31     | 14                   | 4         |
|        | Cuba                 | 4 674            | 171,32     | 27                   | 4         |
|        | Ferreira do Alentejo | 8 132            | 648,45     | 13                   | 4         |
|        | Mértola              | 7 332            | 1 279,40   | 6                    | 7         |
|        | Moura                | 16 120           | 957,73     | 17                   | 5         |
|        | Odemira              | 25 365           | 1 719,73   | 15                   | 13        |
|        | Ourique              | 5 426            | 660,15     | 8                    | 4         |
|        | Serpa                | 15 455           | 1 103,74   | 14                   | 5         |
|        | Vidigueira           | 5 886            | 314,20     | 19                   | 4         |

Na atual divisão principal do país, o distrito encontra-se totalmente incluído na região do Alentejo. Relativamente a subregiões, a subregião do Baixo Alentejo inclui 13 concelhos, e o concelho de Odemira pertence à subregião do Alentejo Litoral. Em resumo:
- Região Alentejo
  - Alentejo Litoral
    - Odemira

  - Baixo Alentejo
    - Aljustrel
    - Almodôvar
    - Alvito
    - Barrancos
    - Beja
    - Castro Verde
    - Cuba
    - Ferreira do Alentejo
    - Mértola
    - Moura
    - Ourique
    - Serpa
    - Vidigueira

### Cidades
- Beja
- Moura
- Serpa

### Vilas
- Aljustrel
- Almodôvar
- Alvito
- Amareleja (Moura)
- Barrancos
- Beringel (Beja)
- Castro Verde
- Cuba
- Ferreira do Alentejo
- Mértola
- Odemira
- Ourique
- Pias (Serpa)
- São Teotónio (Odemira)
- Vidigueira
- Vila Nova de Milfontes (Odemira)
- Vila Nova de São Bento (Serpa)
- Messejana (Aljustrel)
- Entradas (Castro Verde)
- Casével (Castro Verde)
- Panóias (Ourique)
- Garvão (Ourique)

## População
| Número de habitantes | Número de habitantes | Número de habitantes | Número de habitantes | Número de habitantes | Número de habitantes | Número de habitantes | Número de habitantes | Número de habitantes | Número de habitantes | Número de habitantes | Número de habitantes | Número de habitantes | Número de habitantes | Número de habitantes | Número de habitantes |
| -------------------- | -------------------- | -------------------- | -------------------- | -------------------- | -------------------- | -------------------- | -------------------- | -------------------- | -------------------- | -------------------- | -------------------- | -------------------- | -------------------- | -------------------- | -------------------- |
|                      | 1864                 | 1878                 | 1890                 | 1900                 | 1911                 | 1920                 | 1930                 | 1940                 | 1950                 | 1960                 | 1970                 | 1981                 | 1991                 | 2001                 | 2011                 |
| Global *             | 135 116              | 149 405              | 159 196              | 164 754              | 194 706              | 202 914              | 242 687              | 278 208              | 291 024              | 276 895              | 204 816              | 188 420              | 169 438              | 161 211              | 152 758              |
| 0-14 Anos **         |                      |                      |                      | 53 703               | 67 452               | 70 106               | 78 519               | 89 154               | 84 573               | 74 533               | 49 355               | 39 786               | 29 503               | 21 774               | 20 046               |
| 15-24 Anos **        |                      |                      |                      | 30 945               | 34 136               | 37 619               | 48 609               | 50 415               | 53 810               | 46 788               | 28 980               | 27 226               | 22 730               | 20 489               | 15 086               |
| 25-64 Anos **        |                      |                      |                      | 71 306               | 81 079               | 82 358               | 100 860              | 120 043              | 130 297              | 134 731              | 102 765              | 89 868               | 82 918               | 80 076               | 78 906               |
| = ou > 65 Anos **    |                      |                      |                      | 7 529                | 9 393                | 9 633                | 11 974               | 15 253               | 18 123               | 20 843               | 23 340               | 31 540               | 34 287               | 38 872               | 38 720               |

* População residente; ** População presente (1900-1950)

## Geografia física
O distrito de Beja corresponde à metade sul da planície alentejana, irrigada por cursos de água em geral pequenos e que quase secam (ou secam mesmo) no verão, e pontuada aqui e ali por serras baixas e pouco inclinadas.
O principal acidente do distrito é o vale do rio Guadiana, que atravessa de norte para sul a sua parte oriental, separando a planície principal de um território entre o rio e a fronteira espanhola que, conjuntamente com as serras algarvias que limitam o distrito a sul (Serra de Monchique, Serra do Caldeirão e Serra de Espinhaço de Cão) são as áreas mais acidentadas e de maior altitude do distrito: A Serra da Adiça e os primeiros contrafortes da Serra Morena espanhola ultrapassam os 500 m de altitude. Para além destas elevações, só a Serra do Cercal, no limite com o distrito de Setúbal perto de Vila Nova de Milfontes e a Serra do Mendro no limite com o distrito de Évora, a norte da Vidigueira são dignas de nota, atingindo 341 m e 412 m de altitude, respetivamente.
Na rede hidrográfica, para além do Guadiana e dos seus muitos mas pouco caudalosos afluentes, há duas outras bacias hidrográficas relevantes: a do Rio Sado, que nasce no distrito, nas imediações de Ourique e se dirige para o distrito de Setúbal, e a do rio Mira, que nasce na serra do Caldeirão e vai desaguar no Atlântico junto a Vila Nova de Milfontes. Além destas redes, penetram também no distrito partes da bacia hidrográfica do rio Arade, cuja nascente é muito próxima da do Mira mas se dirige para o Algarve e da Ribeira de Seixe, cujo vale serve de fronteira com o Distrito de Faro. Ficam no distrito de Beja algumas barragens de grandes dimensões, nomeadamente a maior do país, a Barragem do Alqueva (Rio Guadiana, partilhada com o distrito de Évora e com Espanha), a barragem do Chança (rio Chança, partilhada com Espanha),  barragem de Santa Clara (rio Mira), a barragem do Monte da Rocha (rio Sado) a barragem do Roxo (ribeira do Roxo) e a barragem de Odivelas (ribeira de Odivelas).
A costa é rochosa e estende-se quase em linha recta de norte para sul, sendo os principais acidentes a embocadura do Mira e o Cabo Sardão.

## Política

### Eleições legislativas
| Ano  | %           | D           | %    | D   | %       | D       | %       | D       | %      | D      | %   | D   | %            | D            | %    | D   | %    | D   | %   | D   | %    | D    | %   | D   | %       | D       | % | D | %  | D  | %  | D  |
| Ano  | PCP/APU/CDU | PCP/APU/CDU | PS   | PS  | MDP/CDE | MDP/CDE | PPD/PSD | PPD/PSD | CDS-PP | CDS-PP | UDP | UDP | AD / AD 2024 | AD / AD 2024 | FRS  | FRS | PRD  | PRD | PSN | PSN | B.E. | B.E. | PAN | PAN | PSD CDS | PSD CDS | L | L | CH | CH | IL | IL |
| ---- | ----------- | ----------- | ---- | --- | ------- | ------- | ------- | ------- | ------ | ------ | --- | --- | ------------ | ------------ | ---- | --- | ---- | --- | --- | --- | ---- | ---- | --- | --- | ------- | ------- | - | - | -- | -- | -- | -- |
| 1975 | 39,0        | 3           | 35,6 | 3   | 5,5     | –       | 5,3     | –       | 2,2    | –      | 1,4 | –   |              |              |      |     |      |     |     |     |      |      |     |     |         |         |   |   |    |    |    |    |
| 1976 | 44,0        | 4           | 31,8 | 2   |         |         | 8,2     | –       | 4,2    | –      | 2,2 | –   |              |              |      |     |      |     |     |     |      |      |     |     |         |         |   |   |    |    |    |    |
| 1979 | 50,7        | 3           | 21,9 | 1   | APU     | APU     | AD      | AD      | AD     | AD     | 1,8 | –   | 19,0         | 1            |      |     |      |     |     |     |      |      |     |     |         |         |   |   |    |    |    |    |
| 1980 | 47,1        | 3           | FRS  | FRS | APU     | APU     | AD      | AD      | AD     | AD     | 1,3 | –   | 22,4         | 1            | 21,1 | 1   |      |     |     |     |      |      |     |     |         |         |   |   |    |    |    |    |
| 1983 | 49,5        | 3           | 27,9 | 2   | APU     | APU     | 11,8    | –       | 4,1    | –      | 0,9 | –   |              |              |      |     |      |     |     |     |      |      |     |     |         |         |   |   |    |    |    |    |
| 1985 | 44,8        | 3           | 20,1 | 1   | APU     | APU     | 13,8    | 1       | 2,2    | –      | 1,3 | –   | 11,6         | –            |      |     |      |     |     |     |      |      |     |     |         |         |   |   |    |    |    |    |
| 1987 | 38,6        | 3           | 20,2 | 1   | 0,9     | –       | 24,5    | 1       | 2,0    | –      | 1,1 | –   | 5,7          | –            |      |     |      |     |     |     |      |      |     |     |         |         |   |   |    |    |    |    |
| 1991 | 30,4        | 2           | 28,4 | 1   |         |         | 29,3    | 1       | 2,3    | –      | –   | –   | 0,8          | –            | 1,0  | –   |      |     |     |     |      |      |     |     |         |         |   |   |    |    |    |    |
| 1995 | 29,1        | 1           | 45,9 | 2   | 15,7    | 1       | 3,6     | –       | 1,0    | –      |     |     | –            | –            |      |     |      |     |     |     |      |      |     |     |         |         |   |   |    |    |    |    |
| 1999 | 28,3        | 1           | 46,7 | 2   | 14,5    | –       | 3,9     | –       |        |        | 0,2 | –   | 1,6          | –            |      |     |      |     |     |     |      |      |     |     |         |         |   |   |    |    |    |    |
| 2002 | 24,3        | 1           | 43,5 | 2   | 21,2    | –       | 3,8     | –       |        |        | 1,9 | –   |              |              |      |     |      |     |     |     |      |      |     |     |         |         |   |   |    |    |    |    |
| 2005 | 24,1        | 1           | 51,0 | 2   | 12,3    | –       | 2,9     | –       | 4,7    | –      |     |     |              |              |      |     |      |     |     |     |      |      |     |     |         |         |   |   |    |    |    |    |
| 2009 | 28,9        | 1           | 34,8 | 2   | 14,7    | –       | 5,7     | –       | 10,1   | –      |     |     |              |              |      |     |      |     |     |     |      |      |     |     |         |         |   |   |    |    |    |    |
| 2011 | 25,4        | 1           | 29,8 | 1   | 23,7    | 1       | 7,3     | –       | 5,2    | –      | 0,7 | –   |              |              |      |     |      |     |     |     |      |      |     |     |         |         |   |   |    |    |    |    |
| 2015 | 25,0        | 1           | 37,3 | 1   | CDS     | CDS     | PSD     | PSD     | 8,2    | –      | 0,8 | –   | 20,1         | 1            | 0,4  | –   |      |     |     |     |      |      |     |     |         |         |   |   |    |    |    |    |
| 2019 | 22,8        | 1           | 40,7 | 2   | 13,3    | –       | 2,3     | –       | 9,1    | –      | 2,0 | –   |              |              | 0,6  | –   | 2,0  | –   | 0,4 | –   |      |      |     |     |         |         |   |   |    |    |    |    |
| 2022 | 18,4        | 1           | 43,7 | 2   | 15,9    | –       | 0,8     | –       | 3,7    | –      | 0,9 | –   | 0,7          | –            | 10,3 | –   | 2,1  | –   |     |     |      |      |     |     |         |         |   |   |    |    |    |    |
| 2024 | 15,0        | –           | 31,7 | 1   | AD      | AD      | AD      | AD      | 16,7   | 1      | 4,4 | –   | 1,2          | –            | 1,8  | –   | 21,6 | 1   | 2,2 | –   |      |      |     |     |         |         |   |   |    |    |    |    |
| 2025 | 13,6        | –           | 26,5 | 1   | AD      | AD      | AD      | AD      | 20,9   | 1      | 1,9 | –   | 0,9          | –            | 2,1  | –   | 27,7 | 1   | 2,0 | –   |      |      |     |     |         |         |   |   |    |    |    |    |

### Eleições autárquicas[6]
Abaixo encontra-se uma tabela com o partido pelo qual foram eleitos os presidentes das 14 câmaras do distrito de Beja desde 1976. É de destacar a FEPU/APU/CDU como uma grande força autárquica do distrito, que chegou a ter 13 das 14 câmaras e foi a primeira força durante os primeiros 25 anos de eleições autárquicas. A partir do início do milénio, no entanto, o PS claramente superou os resultados dos comunistas e verdes, tendo atualmente 10 das 14 câmaras. Destaca-se, por último, a existência do bastião comunista de Serpa, e também a câmara de Almodôvar, por ser a única nunca pertencente às coligações lideradas pelo PCP.
| Data | Aljustrel | Aljustrel | Almodôvar | Almodôvar | Alvito | Alvito | Barrancos | Barrancos | Beja | Beja | Castro Verde | Castro Verde | Cuba | Cuba | Ferreira do Alentejo | Ferreira do Alentejo | Mértola | Mértola | Moura | Moura | Odemira | Odemira | Ourique | Ourique | Serpa | Serpa | Vidigueira | Vidigueira |
| ---- | --------- | --------- | --------- | --------- | ------ | ------ | --------- | --------- | ---- | ---- | ------------ | ------------ | ---- | ---- | -------------------- | -------------------- | ------- | ------- | ----- | ----- | ------- | ------- | ------- | ------- | ----- | ----- | ---------- | ---------- |
| 1976 |           | FEPU      |           | PS        |        | PS     |           | FEPU      |      | FEPU |              | FEPU         |      | FEPU |                      | FEPU                 |         | FEPU    |       | PS    |         | FEPU    |         | PSD     |       | FEPU  |            | PS         |
| 1979 |           | APU       |           | PS        | APU    |        | APU       |           | APU  |      | APU          |              | APU  |      | APU                  |                      | APU     |         | APU   |       | APU     |         | APU     | PSD     |       | APU   |            |            |
| 1982 |           | APU       | APU       | PS        | APU    |        | APU       |           | APU  |      | APU          |              | APU  |      | APU                  |                      | APU     |         | APU   |       | APU     |         | APU     |         |       | APU   |            |            |
| 1985 |           | APU       | PSD       | PS        |        | PSD    | APU       |           | APU  |      | APU          |              | APU  |      | APU                  |                      | APU     |         | APU   |       | APU     |         | APU     |         |       | APU   |            |            |
| 1989 |           | CDU       | PSD       | PS        |        | CDU    |           | CDU       |      | CDU  |              | CDU          |      | CDU  |                      | CDU                  |         | PS      |       | CDU   |         | CDU     |         | CDU     |       | CDU   |            |            |
| 1993 |           | CDU       | CDU       | PS        |        | CDU    | PS        | CDU       |      | CDU  | PSD          | CDU          |      |      |                      | CDU                  |         | PS      |       | CDU   |         |         |         | CDU     |       | CDU   |            |            |
| 1997 |           | CDU       | CDU       | PS        |        | CDU    | PS        | CDU       | PS   | CDU  | PSD          |              | CDU  |      | PS                   | CDU                  |         |         |       |       |         |         |         | CDU     |       | CDU   |            |            |
| 2001 |           | CDU       | PSD       |           | PS     |        | PS        | CDU       | PS   | CDU  | PSD          | PS           | CDU  |      | PS                   | PS                   |         | PS      |       |       |         |         |         | CDU     |       |       |            |            |
| 2005 |           | CDU       | PSD       | IND       |        | CDU    | PS        | CDU       | PS   | CDU  |              | PS           | CDU  |      | PS                   | PS                   | CDU     |         |       |       |         |         |         | CDU     |       |       |            |            |
| 2009 |           | PS        | PSD       |           | CDU    | CDU    | PS        |           | PS   | CDU  | PS           | PS           | CDU  |      | PS                   | PS                   | CDU     |         |       |       |         |         |         | CDU     |       |       |            |            |
| 2013 |           | PS        | PS        |           | CDU    | CDU    | PS        | CDU       |      | CDU  | CDU          | PS           | CDU  |      | PS                   | PS                   | CDU     |         |       |       |         |         |         | CDU     |       |       |            |            |
| 2017 |           | PS        | PS        | PS        | CDU    |        | PS        | PS        |      | PS   | CDU          | PS           |      | PS   | PS                   | PS                   | CDU     |         |       |       |         |         |         | CDU     |       |       |            |            |
| 2021 |           | PS        | PS        | PS        |        | CDU    | PS        | PS        |      | PS   | CDU          | PS           |      | PS   | PS                   | PS                   | CDU     |         |       |       |         |         |         | CDU     |       |       |            |            |

Legenda:
- FEPU - Frente Eleitoral Povo Unido
- APU - Aliança Povo Unido
- CDU - Coligação Democrática Unitária
- PS - Partido Socialista
- PSD - Partido Social Democrata
- IND - Grupo de Cidadãos

## Património
- Lista de património edificado no distrito de Beja